# Nieuwjaarsbrief
Een nieuwjaarsbrief, een op papier gezette voordracht met nieuwjaarswensen, wordt in Vlaanderen op 1 januari door kinderen aan de ouders en de meter en de peter voorgelezen. Soms maakt dit gebeuren deel uit van een familiefeest, in aanwezigheid van nonkels, tantes en andere familie.

## Geschiedenis

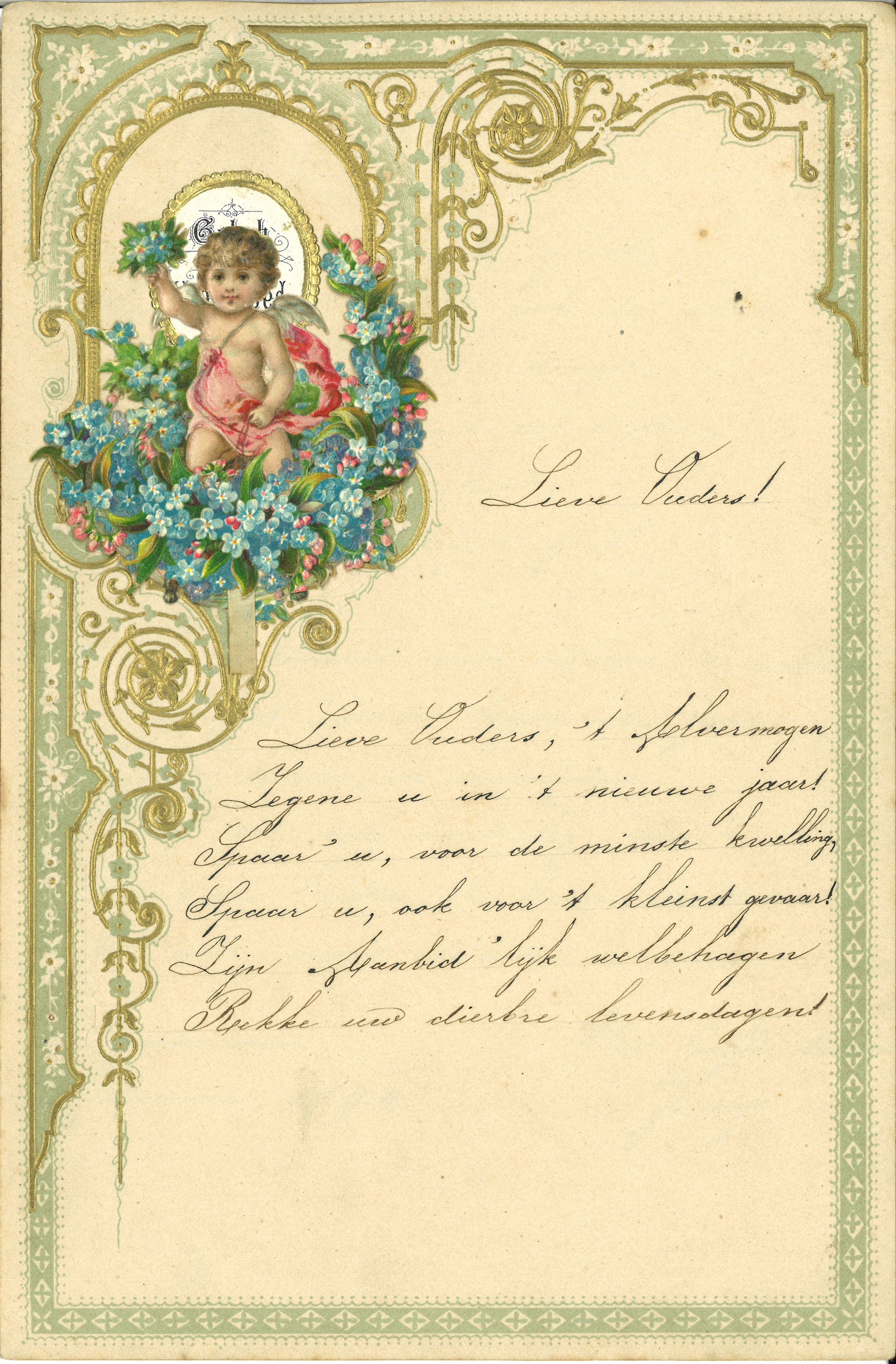
Nieuwjaarsbrief Jansje, 1 januari 1890

Het opzeggen van een nieuwjaarsbrief is een Vlaamse traditie die haar oorsprong kent in de 16e eeuw. De Franse koning Karel IX besliste in 1563 dat 1 januari voortaan nieuwjaarsdag zou zijn. Na de invoering van de Gregoriaanse kalender in 1582 werd deze datum aanvaard als nieuwjaarsdag in steeds meer landen in Europa en daarna ook in andere delen van de wereld. 
De brieven van toen waren echter heel anders: het was enkel voor de elite, want enkel zij gingen naar school en konden lezen en schrijven. Er is zelfs nog een exemplaar teruggevonden van de Antwerpse drukker Jan I Moretus (1543-1610), schoonzoon van Christoffel Plantijn (1520-1589). Deze brieven kwamen vooral voor in het uitgeversmilieu. Ze waren in het Latijn geschreven en in dichtvorm. We leren erin dat vrede het kostbaarste is op aarde en dat geschenken de vrede bevestigden en versterkten. De leerlingen konden de op school geleerde kennis en vaardigheden in de huiskamer en voor de familieleden in de praktijk brengen. Het gaat daarbij zowel over de manier waarop de tekst werd gebracht, als over hoe de brief geschreven is. Even konden de leerlingen de rol spelen van redenaar, van spreker voor een publiek.
De traditie is echter pas doorgedrongen tot het grote publiek in de jaren 60. Nieuwjaarsbrieven zijn mee geëvolueerd en weerspiegelen de tijdsgeest, zowel op gebied van tekst als afbeeldingen. Waar het aanvankelijk formele teksten en gedetailleerde kunstige afbeeldingen waren, is dit naar een speelsere, vlotte stijl geëvolueerd.

## Hedendaags gebruik
Een nieuwjaarsbrief is traditioneel een eenvoudig dubbel gevouwen en versierd kaftje, binnenin kan dan de tekst geschreven worden. Echter, er zijn ook vaak moderne varianten met zelfgemaakte foto's of heuse kunstwerkjes. De tekst opent traditioneel met : "Liefste ouders", "Liefste meter", "Liefste peter". In nieuw samengestelde gezinnen en bij overlijdens, kan hiervan afgeweken worden. De nieuwjaarswensen zelf worden meestal in rijm of versvorm geschreven. De brief eindigt met: " Uw kapoen + naam" (Vroeger, in strenger katholieke tijden, doopkind),(Plaats) , 1 januari,(Jaar)".
Het opzeggen van nieuwjaarsbrieven begint bij de leeftijd van 3 jaar, de leeftijd waarop kinderen naar de kleuterschool gaan. In de kleuterschool zal de tekst voorgedrukt staan op de nieuwjaarsbrief en wordt de tekst in de klas doorgenomen en geoefend samen met de leerkracht in een klassikaal verband. De teksten zijn simpel en kort en worden meestal begeleid door gebaren, vaak wordt het kind geholpen door een volwassene. Vanaf het eerste jaar, wanneer de kinderen leren lezen en schrijven, tot en met het laatste jaar van de basisschool, respectievelijk van 6 tot 12 jaar, schrijven de kinderen op school de nieuwjaarsbrief eigenhandig. Het gaat dan om een tekst, al dan niet een eigen of reeds bestaande tekst, waarin de wensen voor het nieuwe jaar staan.
Na het voorlezen van de nieuwjaarsbrief krijgt het kind speelgoed of een ander geschenk, maar vaak ook contant geld.
Door het lezen van de brief toont het kind zijn dankbaarheid en wenst het geluk voor het nieuwe jaar aan de mensen die hen nabij zijn, al is het ook een soort van dienst die een kind moet leveren opdat het cadeautjes krijgt. Voor verlegen kinderen kan het voorlezen een vrij stressvolle gebeurtenis zijn die nadien wel beloond wordt. Hierdoor beseft men dat geld en cadeaus niet altijd zomaar vanzelf komen.  Vaak houdt deze traditie op tijdens het 12de-13de jaar, wanneer het kind de overstap maakt van de basisschool naar secundair onderwijs. Meestal krijgt de tiener met Nieuwjaar, wel nog wat geld toegestopt door de ouders, meter, peter of grootouders.
Alhoewel een meter en peter een christelijk-katholiek gebruik is, is deze traditie ook door vrijzinnigen in gebruik. Dit is minder het geval bij de andere geloofsovertuigingen, dit omdat het eerder een gebruik is uit de Belgische christelijk-katholieke cultuur. Toch maken ook moslimkinderen samen met katholieke en vrijzinnige kinderen op school nieuwjaarsbrieven voor hun ouders en grootouders, deze traditie is bij hen echter minder in gebruik en wordt meer gezien als een initiatief van de school.